# Weisseck
Weisseck är ett berg i Österrike. Det ligger i distriktet Tamsweg och förbundslandet Salzburg, i den centrala delen av landet. Toppen på Weisseck är 2 711 meter över havet.
Weisseck är den högsta toppen i bergskedjan Radstädter Tauern.
I omgivningarna runt Weisseck förekommer i huvudsak kala bergstoppar.